# Баран (геральдика)
Баран (овен) — природна негеральдична гербова фігура.
Один із найдавніших символічних знаків і одна із емблем, що поширювалися в усьому світі. У силу деяких історичних причин значення знака дуже істотно різняться у різних народів, а також залежать від конкретного виду зображуваної емблеми (фігура, голова або роги).

## Блазонування
Баран — вказівка на «фігуру славного Государя». Срібне зображення барана в червоному полі щита означає «честолюбство», а золоте зображення в синьому полі — «шляхетність в любові». Баран найчастіше зображується «здибленим» (на двох задніх ногах). Також дуже часто зустрічаються його урізані зображення — одна голова з рогами, звана — відсіченою, як фігурою герба, так і в емблемі нашоломника. У зображенні найчастіше зустрічаються такі тинктури: золото, срібло та червоний, рідше чорний колір. Якщо роги та копита відрізняються за кольором від фігури тварини, то це обов'язково зазначається в описі герба.
Зображення білого барана в блакитному полі гербового щита є сучасним гербом Фарерських островів, що є частиною Данії, і його зображення входить у державний королівський герб Данії.
У російській геральдиці, в родових гербах російського дворянства, зображення барана, що йде (з піднятою передньою ногою) — як правило, промовистий герб відповідного прізвища: Баранов, Баранцеви, Баранський, Баранецький, Барановський (не не обов'язково, що зображення барана).
У польській геральдиці є герб Юноша (герб Баран).

## Зображення

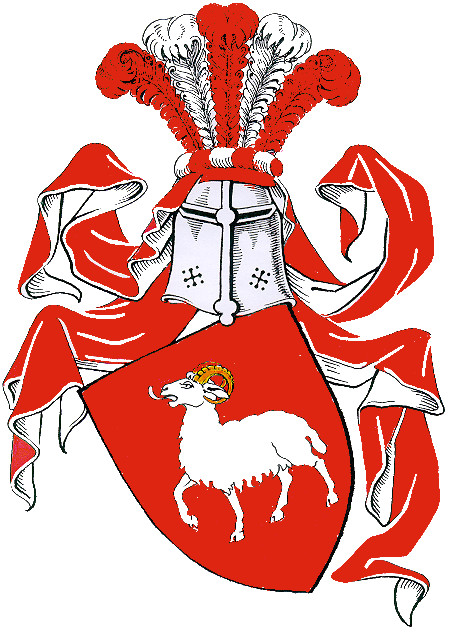
Клінські (герб)
Юноша (герб)
Готланд
Королівський герб Данії
Герб Фарерських островів
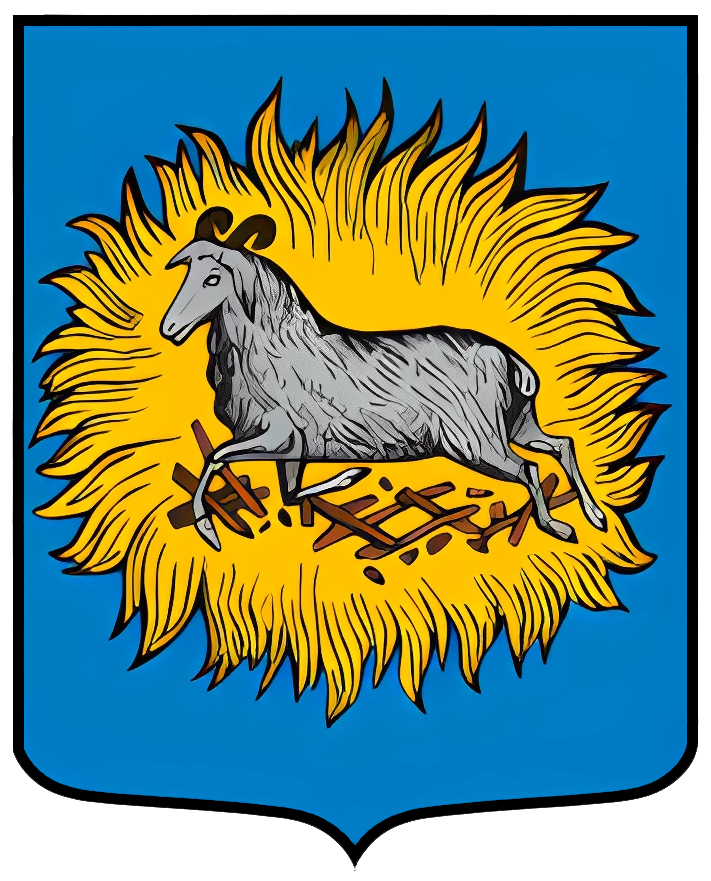
Герб Каргополя
Герб Євпаторії
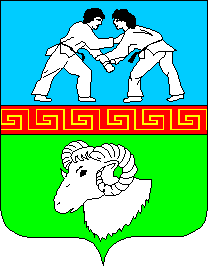
Старогнатівка
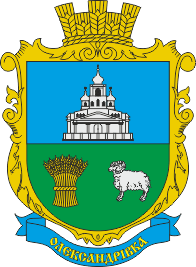
Олександрівка (Болградський район)
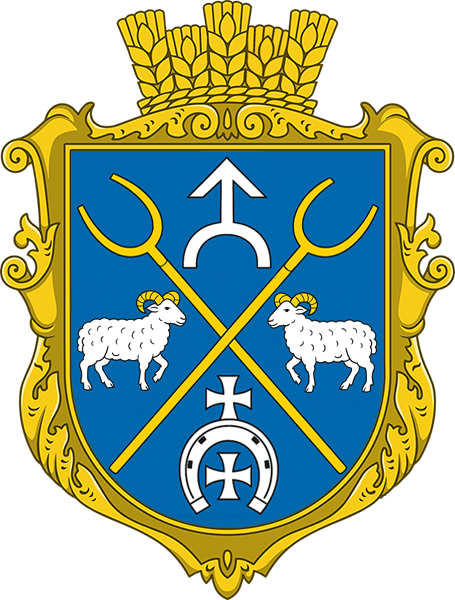
Рогачів (Звягельський район)
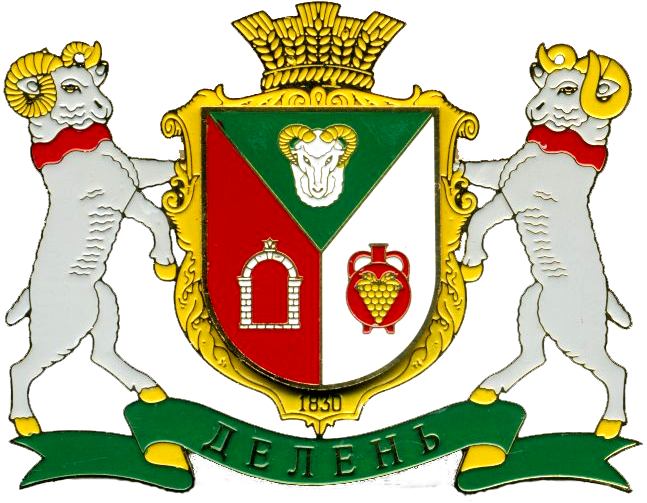
Делень